# Лимонова върбинка
Лимоновата върбинка, син. Алойзия (Aloysia citrodora) е вид многогодишен храст от семейство върбинкови (Verbenaceae).

## Разпространение
Видът е разпространен в Аржентина, Парагвай, Бразилия, Уругвай, Чили и Перу. Растението е пренесено в Европа от испанците през 17 век.

## Описание
Лимоновата върбинка расте на височина от 1 до 3 метра и има силен лимонов аромат. Растението е светлолюбиво и има нужда от много вода, расте на глинеста почва и е чувствително към ниски температури. Светлозелените му листа са овални и леко заострени в края. Цъфти през август или септември с дребни бледо-лилави или бели цветове.
Листата му се използват за придаване лимонов аромат на риба и ястия от птици, зеленчукови маринати, салатни сосове, конфитюри, пудинги и напитки. От растението може да се приготви чай или освежаващ шербет.